# Bakraçlı, İpekyolu
Bakraçlı là một xã thuộc huyện İpekyolu, tỉnh Van, Thổ Nhĩ Kỳ. Dân số thời điểm năm 2011 là 1.243 người.